# Kristdemokraternas partiledarval 2015
Kristdemokraternas partiledarval 2015 hölls på ett extrainsatt riksting den 25 april 2015 i Stockholm. Valberedningens förslag Ebba Busch Thor valdes enhälligt till Kristdemokraternas nya partiledare. Busch Thor blev partiets fjärde partiledare i ordningen och den första kvinnan på posten.

## Bakgrund

### Hägglunds avgång
Den 29 januari 2015 meddelade Kristdemokraternas dåvarande partiledare Göran Hägglund sin avgång. Det gjorde han efter nästan 11 år på posten. Hägglund var en av fyra partiledare som bildade den borgerliga koalitionen Alliansen, som efter segervalet 2006 innehöll regeringsmakten i två mandatperioder. Hägglund var under dessa år Sveriges socialminister. 2012 utmanades han av den mer värdekonservative Mats Odell om partiledarposten, ett val som han sedermera vann med 69% mot Odells 31 %. Kristdemokraterna backade dock i alla de tre riksdagsval som Hägglund var partiledare under och i riksdagsvalet 2014 fick partiet sitt sämsta valresultat på 20 år (4,6 %) samt förlorade regeringsmakten. När regeringen Löfvens höstbudget föll och regeringskrisen 2014 utbröt var Hägglund med och slöt den så kallade decemberöverenskommelsen som ställde in det nyval som hade utlysts.

### Inledande process
Den 11 februari annonserade Acko Ankarberg Johansson och riksdagsledamoten Penilla Gunther sina kandidaturer. Två dagar senare gjorde kommunalrådet Ebba Busch Thor likadant. Den 17 februari meddelade även partiets ekonomisk-politiske talesperson Jakob Forssmed att han kandiderade.
Kandidaterna beskrevs representera två falanger inom partiet där Acko Ankarberg Johansson, Jakob Forssmed och Penilla Gunther ansågs tillhöra den allmänborgerliga falangen med en tydligare socialprofil - som var dominerande under Hägglunds partiledarskap – medan Ebba Busch Thor företrädde den mer värdekonservativa falangen med en tydlig högerprofil. Valet skildrades som en upprepning av falangstriderna från partiledarvalet 2012, där Busch Thor stödde Mats Odells utmaning mot Göran Hägglund.
Efter den första nomineringsrundan drog sig storfavoriten Acko Ankarberg Johansson och doldisen Pernilla Gunther ur partiledarvalet, då de ansåg att deras stöd var för lågt.

### Valberedningens kandidater
Den 2 mars 2015 presenterade valberedningen de två huvudkandidaterna till partiledarposten, Ebba Busch Thor och Jakob Forssmed. Kandidaterna skulle därefter frågas ut i inför distriktordförandena och ut i partidistrikten. Utfrågningarna skedde nästan uteslutande internt. De tidigare nomineringarna nollställdes och de 26 partidistrikten fick återigen nominera en kandidat till posten som partiledare. Nomineringen skulle vara inne senast torsdagen den 12 mars kl 12.  Den 11 mars hade 21 partidistrikt offentliggjort sina nomineringar varav 18, och en majoritet av ombuden, stod bakom Busch Thor. Jakob Forssmed beslutade sig då för att dra tillbaka sin kandidatur, trots att fem distrikt ännu inte hade nominerat sin kandidat, eftersom han bedömde att han inte hade tillräckligt stort stöd. Dagen efter nominerade även Örebro län Busch Thor och den 13 mars nominerades Ebba Busch Thor av en enig valberedningen till Kristdemokraternas partiledare.

## Kandidater

### Vald partiledare
Valberedningens förslag av partiledare.
| Namn            | Namn | Född                                      | Bakgrund                                  | Tillkännagivande | Ref.  | Nomineringar                  | Stöd |
| --------------- | ---- | ----------------------------------------- | ----------------------------------------- | ---------------- | ----- | ----------------------------- | --- |
| Ebba Busch Thor |      | 11 februari 1987 (28 år) Uppsala, Sverige | Kommunalråd i Uppsala kommun (2010–2015). | 13 februari 2015 | [ 3 ] | 19 distrikt + KDU + KD Senior | EU-parlamentariker: Nuvarande: - Lars Adaktusson Riksdagsledamöter: Nuvarande: - Andreas Carlson - Mikael Oscarsson - Roland Utbult Andra politiker: - Erik Slottner - Sara Skyttedal |

### Tillbakadragna huvudkandidaturer
| Namn           | Namn | Född                                        | Bakgrund | Tillkännagivande | Tillbakadragande | Ref.         | Nomineringar     | Stöd |
| -------------- | ---- | ------------------------------------------- | --- | ---------------- | ---------------- | ------------ | ---------------- | --- |
| Jakob Forssmed |      | 28 december 1974 (40 år) Huskvarna, Sverige | Ledamot av Sveriges riksdag (2003, 2004, 2010, 2014–), Statssekreterare i statsrådsberedningen (2006–2014), Ordförande för Kristdemokratiska ungdomsförbundet (2001–2004). | 17 februari 2015 | 11 mars 2015     | [ 4 ] [ 11 ] | 3 distrikt + KDK | Statsråd: Tidigare: - Stefan Attefall Riksdagsledamöter: Nuvarande: - Penilla Gunther Tidigare: - Anders Andersson - Anders Sellström - Irene Oskarsson - Lars Gustafsson - Larry Söder - Michael Anefur Andra politiker: - Magnus Berntsson - Ella Bohlin - David Lega - Hampus Hagman - Stig Nyman |

### Tillbakadragna kandidaturer efter den första nomineringsrundan
| Namn                     | Född                                       | Bakgrund | Tillkännagivande | Tillbakadragande                         | Ref.        | Stöd                                          |
| ------------------------ | ------------------------------------------ | --- | ---------------- | ---------------------------------------- | ----------- | --------------------------------------------- |
| Acko Ankarberg Johansson | 29 oktober 1964 (50 år) Öggestorp, Sverige | Kristdemokraternas partisekreterare (2010–2018), Kommunstyrelsens ordförande i Jönköpings kommun (2006–2010), Kommunalråd i Jönköpings kommun (1999–2006). | 11 februari 2015 | 26 februari 2015                         | [ 1 ] [ 7 ] | Riksdagsledamöter: Nuvarande: - Tuve Skånberg |
| Penilla Gunther          | 13 augusti 1964 (50 år) Degerfors, Sverige | Ledamot av Sveriges riksdag (2010-2018). | 11 februari 2015 | 28 februari 2015 (Stödde Jakob Forssmed) | [ 2 ] [ 8 ] |                                               |

### Avböjde att kandidera
- Lars Adaktusson – EU-parlamentariker (2014–2018).[25] (Stödde Ebba Busch Thor.)[14]
- Stefan Attefall – Sveriges civil– och bostadsminister (2010–2014), ledamot av Sveriges riksdag (1991–1994, 1998–2010).[26] (Stödde Jakob Forssmed.)[20]
- Emma Henriksson – Gruppledare för Kristdemokraterna (2012–2015), ledamot av Sveriges riksdag (2006–2018).[27]
- David Lega – Kommunalråd i Göteborgs kommun (2011–2019), andre vice partiordförande (2012–2015). (Stödde Jakob Forssmed.)[24]
- Sara Skyttedal – Ordförande för Kristdemokratiska ungdomsförbundet (2013–2016).[28] (Stödde Ebba Busch Thor.)[19]

### Opinionsundersökningar
| Inställning till huvudkandidaterna | Inställning till huvudkandidaterna | Inställning till huvudkandidaterna | Inställning till huvudkandidaterna | Inställning till huvudkandidaterna | Inställning till huvudkandidaterna | Inställning till huvudkandidaterna |
| Opinionsinstitut                   | Period                             | Urval                              | Urval                              | Inställning                        | Ebba Busch Thor                    | Jakob Forssmed                     |
| ---------------------------------- | ---------------------------------- | ---------------------------------- | ---------------------------------- | ---------------------------------- | ---------------------------------- | ---------------------------------- |
| KDU/Demoskop                       | 2–6 mars 2015                      | 933                                | Trolig KD-väljare:                 | Positiv                            | 37%                                | 14%                                |
| KDU/Demoskop                       | 2–6 mars 2015                      | 933                                | Trolig KD-väljare:                 | Negativ                            | 12%                                | 15%                                |

| Opinionsinstitut        | Period            | Urval   | Lars Adaktusson | Ebba Busch Thor | Acko Ankarberg Johansson | Sara Skyttedal | Stefan Attefall | Marcus Birro | Emma Henriksson | David Lega | Caroline Szyber | Jakob Forssmed | Maria Larsson | Mats Odell | Ella Bohlin | Ingen/ Annan/ Obestämd |
| ----------------------- | ----------------- | ------- | --------------- | --------------- | ------------------------ | -------------- | --------------- | ------------ | --------------- | ---------- | --------------- | -------------- | ------------- | ---------- | ----------- | ---------------------- |
| Sverige tycker (Inizio) | 9-10 feb 2025     | KD: 499 | 16%             | 29%             | 11%                      | 11%            | 3%              | -            | 4%              | 2%         | 2%              | 2%             | -             | -          | -           | 21%                    |
| Sverige tycker (Inizio) | 30 jan-1 feb 2015 | KD: 553 | 23%             | 19%             | 17%                      | 10%            | 4%              | -            | 3%              | 3%         | 1%              | 1%             | -             | -          | -           | 18%                    |
| Novus                   | 29-30 jan 2015    | 1 003   | 14%             | 6%              | 1%                       | -              | 1%              | 5%           | -               | 1%         | 1%              | -              | 2%            | 1%         | 1%          | 67%                    |
| Novus                   | 29-30 jan 2015    | KD: 247 | 37%             | 13%             | 5%                       | -              | 5%              | 3%           | -               | -          | 2%              | 2%             | 3%            | 4%         | 1%          | 25%                    |

## Politiska positioner
| Kandidat                 | Medlemskap i NATO | Skärpa försörjningskrav för anhöriginvandring | Samkönad adoption | Sänka abortgränsen | Nollvision för aborter | Minska antalet aborter | Kristdemokratisk budgetmotion | Stanna i Alliansen |
| ------------------------ | ----------------- | --------------------------------------------- | ----------------- | ------------------ | ---------------------- | ---------------------- | ----------------------------- | ------------------ |
| Acko Ankarberg Johansson | Utreda            | Nej                                           | i.u.              | i.u.               | i.u.                   | i.u.                   | i.u.                          | i.u.               |
| Ebba Busch Thor          | Ja                | Utvärdera                                     | Ja                | Nej                | Ja                     | Ja                     | Ja                            | Profilera KD       |
| Jakob Forssmed           | Utreda            | Nej                                           | Ja                | i.u.               | Nej                    | Ja                     | Avvakta                       | Profilera KD       |
| Penilla Gunther          | i.u.              | Nej                                           | i.u.              | i.u.               | i.u.                   | Ja                     | i.u.                          | Profilera KD       |

## Nomineringar
I den första nomineringsrundan fick partidistrikten i uppgift att nominera en eller flera kandidater till partiledarposten. Valberedningen samlade sedan ihop resultatet och i samråd med kandidaterna nominerades två huvudkandidater: Ebba Busch Thor och Jakob Forssmed. 
Efter tillkännagivandet av de två huvudkandidaterna bad valberedningen de 26 partidistrikten att nominera en slutgiltig kandidat. Partidistriktens ombud är fördelade på antalet medlemmar som varje distrikt besitter. Till det extra insatta rikstinget var 274 ombud röstberättigade (varav de tre associerade förbunden KDU, KDK, KD Senior representerades av 4 ombud vardera). Ombuden var dock inte bundna till att rösta i enighet med distriktets/förbundets nominering. Inte heller valberedningen var bunden till att nominera den kandidat som samlat in störst stöd från nomineringarna.
| Kandidat                           | Acko Ankarberg Johansson    | Ebba Busch Thor             | Jakob Forssmed              | Pernilla Gunther            | Andra                       |
| Nomineringar                       | 14                          | 22                          | 12                          | 0                           |                             |
| ---------------------------------- | --------------------------- | --------------------------- | --------------------------- | --------------------------- | --------------------------- |
| Blekinge                           |                             |                             |                             |                             |                             |
| Bohuslän                           |                             |                             |                             |                             |                             |
| Dalarna                            |                             |                             |                             |                             |                             |
| Gotland                            |                             |                             |                             |                             |                             |
| Gävleborgs län                     |                             |                             |                             |                             |                             |
| Göteborgs kommun                   |                             |                             |                             |                             |                             |
| Halland                            |                             |                             |                             |                             |                             |
| Jämtlands län                      |                             |                             |                             |                             |                             |
| Jönköpings län                     |                             |                             |                             |                             | Stefan Attefall             |
| Jönköpings län                     | Andreas Carlsson            |                             |                             |                             |                             |
| Jönköpings län                     | Emma Henriksson             |                             |                             |                             |                             |
| Kalmar län                         |                             |                             |                             |                             |                             |
| Kristdemokratiska Kvinnoförbundet  |                             |                             |                             |                             |                             |
| Kristdemokratiska Seniorförbundet  |                             |                             |                             |                             |                             |
| Kristdemokratiska ungdomsförbundet |                             |                             |                             |                             |                             |
| Kronobergs län                     |                             |                             |                             |                             | Emma Henriksson             |
| Kronobergs län                     | Caroline Szyber             |                             |                             |                             |                             |
| Norra älvsborg                     | Ingen inledande nominering. | Ingen inledande nominering. | Ingen inledande nominering. | Ingen inledande nominering. | Ingen inledande nominering. |
| Norrbottens län                    |                             |                             |                             |                             |                             |
| Skaraborg                          |                             |                             |                             |                             |                             |
| Skåne                              |                             |                             |                             |                             |                             |
| Stockholms län                     |                             |                             |                             |                             |                             |
| Stockholms stad                    |                             |                             |                             |                             |                             |
| Södermanland                       |                             |                             |                             |                             |                             |
| Södra älvsborg                     |                             |                             |                             |                             |                             |
| Uppsala län                        |                             |                             |                             |                             |                             |
| Värmlands län                      | Ingen inledande nominering. | Ingen inledande nominering. | Ingen inledande nominering. | Ingen inledande nominering. | Ingen inledande nominering. |
| Västerbottens län                  |                             |                             |                             |                             |                             |
| Västernorrlands län                |                             |                             |                             |                             | David Lega                  |
| Västmanlands län                   |                             |                             |                             |                             |                             |
| Örebro län                         |                             |                             |                             |                             | David Lega                  |
| Östergötlands län                  | Ingen inledande nominering. | Ingen inledande nominering. | Ingen inledande nominering. | Ingen inledande nominering. | Ingen inledande nominering. |
| Partidistrikt                      | 14                          | 22                          | 12                          | 0                           |                             |

| Kandidat | Ebba Busch Thor | Jakob Forssmed |   |
| -------- | --------------- | -------------- | - |
| Kandidat | Nomineringar    | 21             | 4 |
| Ombud    | 167 (+Örebro)   | 31             |   |

| Partidistrikt                      | Ombud | Nominerad       | Röstsiffror | Ref.   |
| ---------------------------------- | ----- | --------------- | ----------- | ------ |
| Blekinge                           | 3     | Ebba Busch Thor | –           | [ 10 ] |
| Bohuslän                           | 10    | Ebba Busch Thor | –           | [ 10 ] |
| Dalarna                            | 9     | Ebba Busch Thor | –           | [ 10 ] |
| Gotland                            | 2     | Ebba Busch Thor | –           | [ 10 ] |
| Gävleborgs län                     | ?     | –               | –           | [ 10 ] |
| Göteborgs kommun                   | 7     | Jakob Forssmed  | –           | [ 10 ] |
| Halland                            | 8     | Jakob Forssmed  | –           | [ 10 ] |
| Jämtlands län                      | 3     | Ebba Busch Thor | –           | [ 10 ] |
| Jönköpings län                     | 24    | Ebba Busch Thor | 10–3        | [ 10 ] |
| Kalmar län                         | 11    | Ebba Busch Thor | –           | [ 10 ] |
| Kristdemokratiska Kvinnoförbundet  | 4     | Jakob Forssmed  | –           | [ 38 ] |
| Kristdemokratiska Seniorförbundet  | 4     | Ebba Busch Thor | –           | [ 39 ] |
| Kristdemokratiska ungdomsförbundet | 4     | Ebba Busch Thor | 100%        | [ 19 ] |
| Kronobergs län                     | 6     | Ebba Busch Thor | 56%         | [ 37 ] |
| Norra älvsborg                     | 9     | Ebba Busch Thor | –           | [ 10 ] |
| Norrbottens län                    | 7     | Ebba Busch Thor | –           | [ 10 ] |
| Skaraborg                          | 9     | Ebba Busch Thor | –           | [ 40 ] |
| Skåne                              | ?     | –               | –           |        |
| Stockholms län                     | ?     | –               | –           |        |
| Stockholms stad                    | 13    | Ebba Busch Thor | 7–4         | [ 10 ] |
| Södermanland                       | 6     | Ebba Busch Thor | –           | [ 41 ] |
| Södra älvsborg                     | ?     | –               | –           |        |
| Uppsala län                        | 12    | Ebba Busch Thor | 100%        | [ 16 ] |
| Värmlands län                      | 6     | Ebba Busch Thor | –           | [ 42 ] |
| Västerbottens län                  | 12    | Jakob Forssmed  | 6–6         | [ 10 ] |
| Västernorrlands län                | 8     | Ebba Busch Thor | –           | [ 43 ] |
| Västmanlands län                   | 6     | Ebba Busch Thor | –           | [ 44 ] |
| Örebro län                         | ?     | Ebba Busch Thor | –           | [ 12 ] |
| Östergötlands län                  | 13    | Ebba Busch Thor | –           | [ 45 ] |

## Resultat
| Kristdemokraternas partiledarval 2015 | Kristdemokraternas partiledarval 2015 | Kristdemokraternas partiledarval 2015 | Kristdemokraternas partiledarval 2015 |
| Kandidat                              | Kandidat                              | Röster                                | Andel                                 |
| ------------------------------------- | ------------------------------------- | ------------------------------------- | ------------------------------------- |
|                                       | Ebba Busch Thor                       | 274                                   | 100%                                  |
| Totalt                                | Totalt                                | 274                                   | 100%                                  |

## Efterspel
Efter partiledarvalet lämnade den tidigare riksdagsledamoten samt partistyrelseledamoten Peter Althin partiet. Han motiverade beslutet med att han "känner sig sviken av partiet" i den nya ledningens tolkning av den kristdemokratiska ideologin.
Vid Kristdemokraternas ordinarie riksting hösten 2015 röstade partiet för att riva upp decemberöverenskommelsen. 

### Opinionen före och efter partiledarvalet
Nedan syns Kristdemokraternas sammanvägda stöd i opinionsundersökningarna från riksdagsvalet 2014 fram till riksdagsvalet 2018.
| Information | Diagrammet är avstängt. Grafer inaktiverades den 18 april 2023 på grund av programvaruproblem. Nya diagram kan skapas sedan december 2024. |